# Elke Wijnhoven
Elke Wijnhoven (Beers, 3 januari 1981) is een Nederlands voormalig volleybalspeelster. 
Wijnhoven begon in 1998 bij Sonas Activia met volleybal en kwam vervolgens uit voor De Schalmers en Micro/Electro. Vervolgens vertrok ze naar het buitenland en speelde in Duitsland en Italië, met een onderbreking in 2006/2007 toen trainer Avital Selinger het Nederlands volleybalteam in zijn geheel bij Martinus Amstelveen samenbracht. Ze beëindigde haar loopbaan in 2010 en won onder andere lands- en bekertitels in Duitsland, Italië en Nederland.
Wijnhoven is sinds 2009 getrouwd met volleyballer Richard Schuil.